# Stanislaw Trabalski

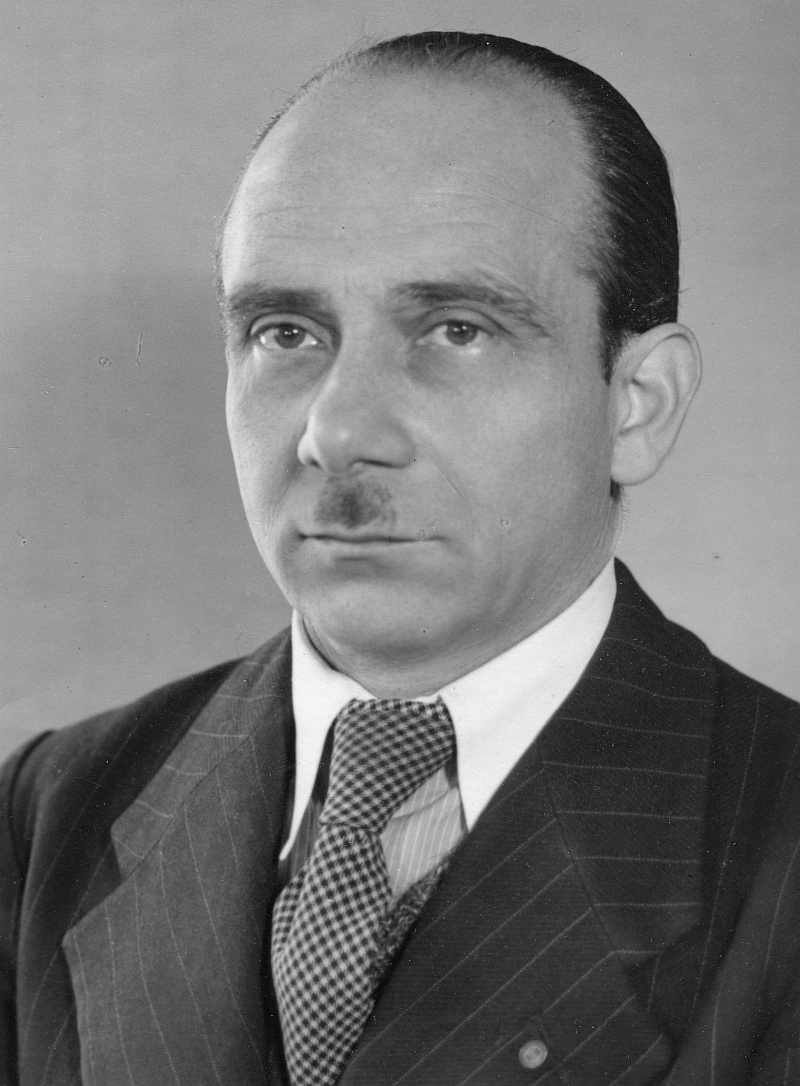
Stanislaw Trabalski 1958

Stanislaw Bronislaw Boleslaw Trabalski (* 25. Oktober 1896 in Leipzig; † 12. November 1985 ebenda) war ein polnisch-deutscher Politiker (SPD, USPD, SED) und Widerstandskämpfer gegen den Nationalsozialismus.

## Leben

Trabalskis Schwiegervater, Richard Lipinski

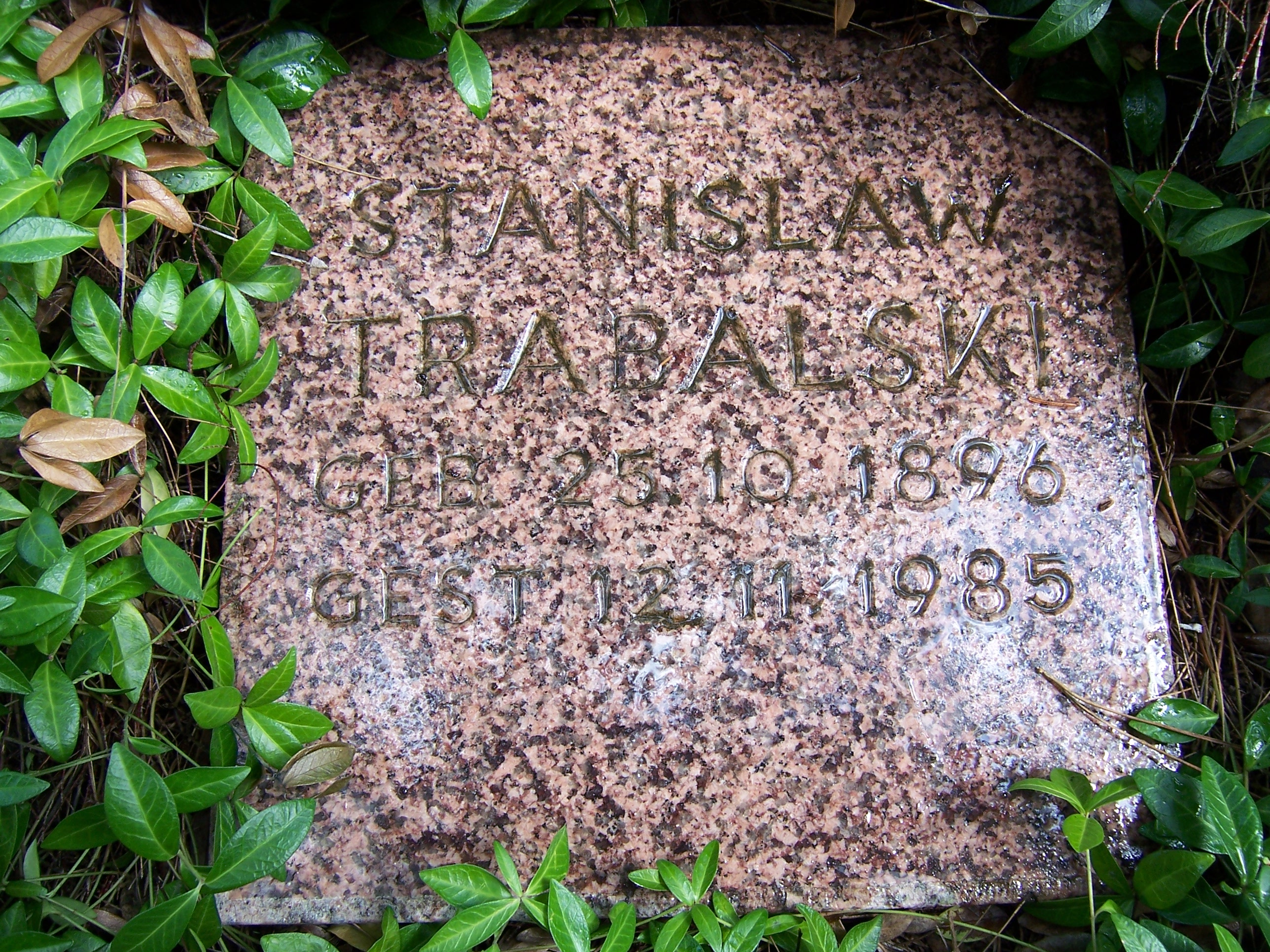
Stanislaw Trabalskis Grab auf dem Ehrenhain des Leipziger Südfriedhofs

Seine Eltern, Franciszek Trąbalski und Maria Trabalski, geborene Mackowiack, waren 1888 aus der Provinz Posen eingewandert. Sein Vater betätigte sich bereits dort aktiv als Sozialist. Im Jahr 1901 zog er mit seinen Eltern nach Kattowitz. Ab 1902 besuchte Stanislaw die Mittel- und Oberrealschule. Schon in diesen jungen Jahren wurde er aufgrund der politischen Tätigkeit seines Vaters als „Fremdling und Roter“ abgestempelt. Seine Lehrer, die katholische Pfarrer oder frühere aktive Feldwebel waren, behielt er in unguter Erinnerung. Die Auseinandersetzungen zwischen seinem Vater und den Anhängern von Wojciech Korfanty sowie der örtlichen katholischen Kirche prägten seine betont antiklerikale Einstellung. In einer von ihm, in den 1970er Jahren begonnenen Autobiographie wird dies lebendig: „Auf der Kanzel wurde verkündet, wer meines Vaters Geschäft betritt, sündigt. Vor dem Geschäft stellten sich Frauen, Kinder und auch Männer an, bespuckten und behinderten die Käufer, das Geschäft zu betreten….“
Da sein Vater seit dem 28. Dezember 1902 die Zeitung „Gazeta Robotnicza“ herausbrachte, musste Stanislaw, wie alle anderen Familienangehörigen auch, bei der Herstellung der Zeitung helfen. Bereits als Neunjähriger wurde er mitunter zu recht heiklen Aufgaben herangezogen. So habe er beispielsweise einen gedruckten Aufruf an die Soldaten, sich nicht an den Kämpfen der Revolution zu beteiligen, in eine Kaserne geschmuggelt. Die wachhabenden Kosaken vermuteten nicht, dass ein Kind für solche Aufgaben herangezogen würde. Im Jahr 1912 kehrte die Familie nach Leipzig zurück. Da seine Eltern das Schulgeld für einen weiteren Besuch des Gymnasiums nicht aufbringen konnten, war er gezwungen, sich nach einer Lehrstelle umzusehen und musste das zu zahlende Lehrgeld  an den Wochenenden beispielsweise als Filmvorführer in einigen Leipziger Kinotheatern verdienen. Am 15. Dezember 1915 wurde er zum Kriegsdienst einberufen und wurde nach einer kurzen Grundausbildung im 7. Telegraphen-Bataillon in Dresden an die Westfront zu einer technischen Einheit befehligt, die inmitten von Granathagel zerschossene Telefonleitungen zu reparieren hatte. Als er Zeuge eines unmenschlichen Durchhaltebefehls wurde, gelang es ihm, dessen Durchführung mittels Kappung einer Telefonleitung zu vereiteln. Am 6. Juni 1916 in der „Hölle von Verdun“ wurde er durch eine Granate am Bein schwer verletzt. Einer geplanten Amputation konnte er sich widersetzen und kam in ein Kriegslazarett nach Weimar. Am 30. Juni 1917 wurde er als dienstunfähig entlassen. Anschließend arbeitete er als Zählerrevisor für Thüringen. Als er leitende Angestellte bei Lebensmittelschiebereien störte, wurde er entlassen. Schließlich fand er eine Anstellung bei Carl Zeiss in Jena. 1919, nach einem kurzen Aufenthalt in Leipzig, wandte sich Trabalski dem revolutionären Zentrum, Berlin, zu. Dort meldete er sich im Auftrag seiner Leipziger Genossen bei dem ehemaligen Volksbeauftragten Emil Barth, bei dem er für einige Zeit wohnen konnte. Die Demobilmachungsverordnung der Regierung zwang ihn nach Leipzig zurück, wo er wieder in dem Betrieb arbeiten musste, in dem er am Tage des Kriegsausbruchs beschäftigt war. Im Jahr 1921 heiratete er Margarete Lipinski, die Tochter von Richard Lipinski. 1923 wurde sein Sohn Karl Trabalski geboren, der später Landtagsabgeordneter der SPD in Nordrhein-Westfalen war. Trabalski war Vater von insgesamt sieben Kindern. Seine älteste Tochter, Eleonore Trabalski, hat einen Sohn mit Kurt Lichtenstein. Sein Grab befindet sich auf dem Leipziger Südfriedhof.

## Politische Karriere
Trabalski wurde 1909 Mitglied der Arbeiterjugend in Kattowitz. Im April 1912 wurde Trabalski durch Moritz Fromm in den Deutschen Metallarbeiterverband (DMV) aufgenommen. Da er in seinem Betrieb zunächst das einzige DMV-Mitglied war, bedeutete dies, dass er zugleich auch Vertrauensmann für die Gewerkschaft war. Im Oktober 1914 folgte der Eintritt in die SPD. Im Jahr 1916 wurde Trabalski Mitglied des Spartakusbundes, 1917 wechselte er zur USPD, 1922 wieder zurück zur SPD. 1918 wurde er Mitglied des Arbeiter- und Soldatenrats in Weimar und ab 1919 in Leipzig.
In der Zwischenkriegszeit war Trabalski auch ehrenamtlicher Mitarbeiter im Arbeiterbildungsinstitut, so zum Beispiel 1928–1933 Sekretär der Konsumgenossenschaft Leipzig-Plagwitz und 1932/1933 Mitglied der Eisernen Front im Kampf gegen die NSDAP. In der Zeit des Nationalsozialismus wurde er siebenmal verhaftet. Bereits am 18. Mai 1933 hatte die Denunzierung eines nationalsozialistischen Nachbarn eine Hausdurchsuchung zur Folge, die erste von insgesamt 11 Durchsuchungen in der Nazizeit. Im Juni 1933 wurden er und weitere Funktionäre der Gewerkschaften und der Sozialdemokratie durch einen SA-Trupp in das Leipziger Volkshaus verbracht. Dort wurden sie zur Gaudi der Nationalsozialisten zu Scheueraktionen, der Entfernung von Wahlwerbung mittels Messer und Bimsstein, eingesetzt. Im Oktober und November 1939 wurde er jeweils gemeinsam mit Erich Schilling und Heinrich Fleißner verhaftet. Es liefen Verfahren wegen Hoch- und Landesverrats, die jedoch eingestellt wurden. Unter anderem war er für 6 Wochen im KZ Sachsenhausen inhaftiert. Trabalski hatte es vor allem Fleißner zu verdanken, nach deren gemeinsamer Haft, Kontakte zu sozialdemokratischen Gesinnungsfreunden wie Carlo Mierendorff und Julius Leber in Berlin herzustellen. Anfang 1944 versprachen Trabalski und Fleißner dem früheren Oberbürgermeister von Leipzig, Carl Friedrich Goerdeler, ihn bei der Beseitigung des Nazi-Regimes zu unterstützen. Sie verlangten neben dem Militärputsch und der Beseitigung der NS-Diktatur auch ein „Mitbestimmungsrecht der Arbeiterschaft in allen staatlichen und wirtschaftlichen Funktionen“. Nach dem gescheiterten Hitler-Attentat vom 20. Juli 1944 wurden Trabalski, Fleißner, Erich Zeigner und weitere Leipziger Sozialdemokraten erneut in das KZ Sachsenhausen verschleppt.

## Nachkriegszeit
Am 3. Juli 1945 wurde Trabalski als Mitbegründer der SPD in Sachsen zum Vorsitzenden des provisorischen SPD-Bezirksvorstandes in Leipzig gewählt, ab 1946 war er Mitglied des SED-Bezirksvorstandes Westsachsen, obwohl er massiven Unmut gegen die Zwangsvereinigung von SPD und KPD zur SED empfand. Seine ärgsten Widersacher waren Otto Buchwitz aus der eigenen Partei, der ihn „Krawalski“ nannte, und Ernst Lohagen von der KPD. Zusammen mit Rudolf Eckert, Rudolf Friedrichs und Arno Haufe wehrte er sich gegen die Bolschewisierung. In einem Gespräch mit Paul Löbe im Herbst 1945 teilte er diesem jedoch mit, dass aus Furcht vor Verhaftung von 20.000 Sozialdemokraten durch die Sowjets sich die sozialdemokratische Führung nicht in der Lage sehe, dem Einigungsprozess Widerstand entgegenzusetzen. Trabalski wurde paritätischer 1. Vorsitzender der SED-Bezirksleitung Westsachsen. Bis Juni 1948 war er zudem Mitglied des SED-Landessekretariats mit Büro in Dresden und hatte die Verantwortung für die Parteibetriebe. 
Am 31. Oktober 1948 wurde Trabalski, der gerade von einer Parteikonferenz in Schneeberg zurückgekehrt war, in seinem Haus durch acht Kriminalbeamte ohne Angabe von Gründen verhaftet. Doch damit nicht genug, auch seine Familie wurde unter Hausarrest gestellt. Sein Sohn Karl versuchte vergeblich einen Rechtsanwalt in Leipzig zu finden, der die Vertretung übernahm. Erst im Dezember 1949 erklärte sich Dr. Günther Nollau aus Dresden bereit, diese zu übernehmen. Informationen für die Verteidigung konnten nur aus den Kassibern, die die Ehefrau bei ihren Besuchen aus dem Gefängnis schmuggelte, gewonnen werden.:S. 51. Eineinhalb Jahre war er ohne Gerichtsverhandlung in Haft, bis die Generalstaatsanwaltschaft das Verfahren am 17. Januar 1950 einstellte und er noch am selben Tag aus der Haft entlassen wurde. Doch bereits am 30. August 1950 folgte die nächste Verhaftung. Zunächst in Dresden inhaftiert, erfolgte am 20. November die Verlegung nach Berlin-Hohenschönhausen. Hier bekam er die Häftlingsnummer 691. Am 25. März 1954 wurde er nach Dresden verlegt. Erst am 29. April 1954 folgte die Verurteilung: Wegen des Straftatbestands „Kriegs- und Boykotthetze“ erhielt er sechseinhalb Jahre Haft, wurde aber bereits 1956 durch eine Initiative der englischen Labour Party amnestiert. Danach konnte er sich nicht mehr in politischen Ämtern engagieren, da er im Zuge der „Parteisäuberungen“ aus der SED ausgeschlossen worden war. Er wurde ab dem 1. Dezember 1960 als Sachbearbeiter in der Abteilung Werbung des Bibliographischen Instituts in Leipzig beschäftigt. Dieser Arbeitsplatz wurde ihm durch das MfS zugewiesen. Auch hier stand er weiter unter Beobachtung und wurde wiederholt verhaftet, so zuletzt von 1960 bis 1961 wegen des Vorwurfs, „Sozialdemokratismus“ zu betreiben. Insgesamt über acht Jahre saß er wegen seiner politischen Überzeugung in den Gefängnissen Bautzen, Waldheim, Sachsenhausen und Bützow.

## Juristische Aufarbeitung
Das Urteil vom 29. April 1954, in dem er zu sechseinhalb Jahren Zuchthaus verurteilt wurde, wurde auf Antrag seines Sohnes Karl Trabalski am 30. September 1996 vom Landgericht Rostock als rechtsstaatswidrig aufgehoben.

## Rehabilitation
Seine unablässigen Bemühungen um eine vollständige Rehabilitierung hatten schließlich 1966 einen ersten Erfolg. Der erste Sekretär der SED-Bezirksleitung, Paul Fröhlich, händigte ihm am 2. März 1966 sein Parteidokument aus. Nach einigen Querelen wurde er als Kämpfer gegen den Faschismus anerkannt. In den siebziger und achtziger Jahren erhielt er anlässlich von Partei- und Staatsjubiläen eine Ehrenmedaille als antifaschistischer Widerstandskämpfer, eine Ehrennadel der Gesellschaft für Deutsch-Sowjetische Freundschaft, eine Ehrenmedaille zum 30. Jahrestag der DDR, und eine Ehrenurkunde für siebzigjährige Parteimitgliedschaft und dem Titel eines Aktivisten der sozialistischen Arbeit.:S. 66.
Doch erst am 20./21. Januar 1990, im Zuge der Verpflichtungen gegenüber jenen, die in der Vergangenheit im Namen der Partei und des Sozialismus Unrecht erfahren haben, wurde Stanislaw Trabalski neben Leo Bauer, Alfred Drögemüller, Max Emendörfer und Willi Kreikemeyer von der PDS, heute „Die Linke“, vollständig rehabilitiert.

## Zitate
Am 20. November 1952 wurde Stanislaw in das Gefängnis Berlin-Hohenschönhausen, das sogenannte U-Boot-Gefängnis gebracht, über das er in dem an Wilhelm Fischer, seinem Freund, gerichteten Brief schrieb:
- „[…] ich wurde schwer schikaniert […]. An meine Familie durfte ich seit meiner Verhaftung nicht schreiben. Es hieß eben, ich sei nach dem Westen geflohen. […] Es war grausamer als bei den Nazis.“

- „Hier begann die schwierigste Zeit meines Aufenthaltes mit dem Ziel, mich zum Sterben zu bringen. Zellen im Keller ohne Fenster heiß bis 45 Grad mit eingebautem Geräuschapparat, Zellen mit Schlafpritschen von etwa 1,20 m Länge und Kaltluftzuführung […] kein Schlafen oder Nicken am Tage; alle drei Minuten Zellenkontrollen. Mir wurde bis Ende Juni 1953 jegliche ärztliche Behandlung vorenthalten.“

Als Neugewählter Bezirksvorsitzender der SPD am 26. August 1945 in seiner Eröffnungsrede im Neuen Rathaus Leipzig:
- „So bedauerlich es ist, daß wir nicht in die Lage versetzt wurden, selbst die Macht zu ergreifen, so muß ich aber trotzdem feststellen, der Nazismus hätte sich auch ohne den Einmarsch der Alliierten in Deutschland nicht mehr lange halten können.“

Aus einem Interview mit Beatrix Wrede-Bouvier vom 22. November 1973
- „Obwohl ich prinzipiell gegen die Vereinigung war, waren meine Motive für die weitere parteiliche Mitarbeit folgende: Ich stand mit anderen vor dem Problem, auf einem Bezirksparteitag die Partei aufzulösen. Heinrich Fleißner warnte jedoch vor diesem Risiko und trug damit eigentlich dazu bei, daß der Bezirksvorstand dem Vereinigungstermin zustimmte. Fleißner meinte, eine Parteiauflösung sei nicht zu verantworten, da sonst Tausende von Funktionären inhaftiert würden. Die damaligen Lager hatten eine sehr hohe Sterbequote, so daß auch ungewiß war, ob die Funktionäre jemals lebend wieder herausgekommen wären. […]“